# Національний парк Серра-ду-Капарао
Національний парк Се́рра-ду-Капарао́ (порт. Parque Nacional Serra do Caparaó або Parque Nacional do Caparaó) — бразильський національний парк, розташований на межі штатів Мінас-Жерайс і Еспіріту-Санту. Названий за назвою гірського ланцюга, територію якого вкриває парк, частини гірської системи Серра-да-Мантикейра. На території парку розташована третя за висотою у Бразилії гора Бандейра (2892 м) та менші гори: Крістал (2798 м) і Калсаду (2766 м).